# Бельское (Игринский район)
Бельское — деревня в Игринском районе Удмуртии.

## География
Деревня находится в 13 км от центра района.

## Население
По данным на 2011 население НП составило 4 человек.

## Власть
Деревня в административном плане относится к Комсомолькому сельскому поселению Игринского района Республики Удмуртия.